# Brian Elstak
Brian Elstak (Zaandam, 1980) is een Nederlandse beeldend kunstenaar en illustrator en maker van kinderboeken.
Omdat er maar weinig kinderboeken zijn met kinderen van kleur in de hoofdrol ontwikkelde Elstak voor zijn eigen kinderen de trilogie, Tori, Trobi en Lobi. Elstak maakte de illustraties en ontwikkelde de personages en de verhaallijn. De teksten werden geschreven in samenwerking met Karin Amatmoekrim (deel 1) en Esther Duysker (deel 2 en 3).

## Onderscheidingen
Hij kreeg twee keer een Zilveren Penseel: 
- in 2018 voor TORI (geschreven i.s.m. Karin Amatmoekrim)[2]
- in 2022 voor Lennox en de Gouden Sikkel (samen geïllustreerd met Hedy Tjin, geschreven door Zindzi Zevenbergen)[3]

De graphic novel Franklin (een Nederlands Bevrijdingsverhaal), die Elstak samen maakte met schrijver Marga Altena, werd onderscheiden als een van de Best verzorgde boeken 2019. De vormgeving was in handen van Lyanne Tonk.
In 2022 won Elstak een Zilveren Lamp bij de Dutch Creativity Awards voor zijn L.O.B.I. ARCADE installaties in de categorie Culture.
In 2023 kreeg Elstak de Amsterdamprijs voor de Kunst in de categorie Bewezen kwaliteit.